# Дельден, Вилим Вилимович
Вилим Вилимович Дельден (фон Делдин) (1662—1735) — российский военачальник, участник Северной войны, генерал-поручик (1726).
В 1732—1733 годах — московский губернатор.

## Биография
Происходил из голландской семьи. В Азовском походе 1696 года был полковником 2-го полка Низовых городов (по наряду из Казанского приказа) в отряде генерала А. М. Головина.
В 1700 году был полковником регулярного солдатского полка (будущего Киевского 5-го гренадерского) в дивизии генерала А. А. Вейде. В битве при Нарве 19 ноября 1700 года ранен и попал в плен к шведам (в той же битве другим солдатским полком командовал его брат Иван Вилимович фон Дельден).
Освобожден из плена в 1709 году. С 1713 года — бригадир, с 17 декабря 1713 года — генерал-майор.
19 июля 1726 года получил чин генерал-поручика. Некоторое время служил в Ревеле комендантом, в 1730—1732 годах — вице-губернатором.
С 13 октября 1732 года по 3 января 1733 года был губернатором в Москве. Затем находился в отставке.
Умер в 1735 году.